# بيبي لونغستوكنغ (فلم)
بيبي لونغستوكنغ (بالإنجليزية: Pippi Longstocking) هو فيلم رسوم متحركة موسيقي كوميدي سويدي ألماني كندي من إخراج مايكل شاك وبطولة ميليسا ألترو وكاثرين أوهارا وغوردن بينسنت، الفيلم من تأليف كاثرينا ستاكلبيرغ وقصته مبنية على قصة جنان ذات الجورب الطويل وألتي هي من تأليف الكاتبة السويدية أستريد ليندغرين، الفيلم تم توزيعه عن طريق شركة ليغاسي للتوزيع ووارنر برذرز لأجهزة الدي في دي وتم إنتاج الفيلم عن طريق شركة نيلفانا حيث يعتبر أول فيلم يتم إنتاجه عن طريق هذه الشركة منذ فيلم بابار في سنة 1989.

## القصة
قصة الفيلم تبدأ حيث تكون بيبي في رحلة بحرية مع والدها أفرام لونغستوكنغ مع حصانها الأليف و قردها الأليف ومع السيد نيلسون ومع مسافرين آخرين، بعد ذلك بسبب إعصار ضرب البحر يظطرون للتوقف في إحدى المناطق ثم تتعرف بيبي بعد ذلك على مواطني تلك المنطقة.

## البطولة
- ميليسا ألترو بدور بيبي لونغستوكنغ
- كاثرين أوهارا بدور السيدة بيرسيلوس
- غوردن بنسنت بدور الكابتن أفرام لونغستوكنغ
- ديف توماس بدور ثندر كارلسون
- واين روبسون بدور بلوم
- كارول بوب بدور المعلمة
- نوا ريد بدور تومي سيترجين
- ريك جونس بدور كلينغ
- فيليب وليامس بدور كلانغ
- أوليفيا غارات بدور أنيكا سيترجين
- ريتشارد بنسلي بدور السيد نيلسون

## روابط خارجية
- مقالات تستعمل روابط فنية بلا صلة مع ويكي بيانات